# 電子音楽の世界
『電子音楽の世界』（でんしおんがくのせかい、原題:Electronic Sound）は、ジョージ・ハリスンの2作目のオリジナル・アルバム。
ビートルズが設立したレコード会社「アップル・レコード」のサブ・レーベル「ザップル・レコード」の第2弾アルバムとして、1969年5月9日に発表された（Zapple 02）。

## 解説
調律されていないモーグ・シンセサイザーを演奏して出した音をそのまま録音した前衛的な内容で、アメリカの前衛音楽家のバーニー・クラウスの協力を得て制作された。
アルバム・ジャケットの絵はハリスンの作品である。
日本では同年10月10日に東芝音楽工業（現：EMIミュージック・ジャパン）から発売された。

## 収録曲

### Side A
1. マージー壁の下で - Under the Mersey Wall (18:42)

### Side B
1. 超時間, 超空間 - No Time or Space (25:07)

## 演奏者
- George Harrison - Moog Synthesizer

Assistant
- Rupert and Jostick, The Siamese Twins
- Bernie Krause